# 璘沁
璘沁（？—1756年），博爾濟吉特氏，內扎薩克蒙古巴林右旗扎薩克多羅郡王桑哩達之長子，乃清朝蒙古族政治人物，官至議政大臣。璘沁初授二等台吉，後加授昭烏達盟副盟長，再晉昭烏達盟盟長。

## 歷任及事蹟
- 雍正十年（1732年），隨桑哩達遣入覲，奉諭嘉獎，賜銀千兩，晉一等台吉。
- 乾隆六年（1741年），命在御前行走。
- 乾隆八年（1743年），封輔國公。
- 乾隆十三年（1748年），襲巴林右旗扎薩克多羅郡王。
- 乾隆十四年（1749年），賜號和碩齊。
- 乾隆十五年（1750年），授昭烏達盟副盟長。
- 乾隆十八年（1753年），晉昭烏達盟盟長。
- 乾隆十九年（1754年），上嘉其勤慎，賜親王品級。
- 乾隆二十年（1755年），授議政大臣。
- 乾隆二十一年（1756年），卒。賜銀三千兩，上派遣宗室公永弼、永昌往祭。[1][2][3]